# Раптовий викид
Раптовий викид — небезпечне, іноді — катастрофічне явище, що спостерігається при веденні гірничих робіт на великих глибинах в умовах великого газонасичення порід.

## Загальний опис
Являє собою викид газу, твердої корисної копалини (вугілля, солі) або порід, що її вміщують, в підземну гірничу виробку з вибою або привибійної зони масиву; тривалість раптового викиду — до декількох секунд.
Перший раптовий викид (вугілля та газу) зареєстрований у 1834 році у Франції на шахті «Ісаак» у басейні Луара. На території СРСР перший раптовий викид вугілля і газу відмічений в 1906 році на шахті «Нова Смолянка» (Донбас; пласт «Смоляниновський», глибина 711 м), перший раптовий викид породи — в 1955 році на шахті № 1-5 «Кочегарка» (Донбас) при проходці головного квершлагу на горизонті 750 м.
Із збільшенням глибини розробки зростають частота і сила раптового викиду, які відбуваються часто через кілька хвилин після припинення робіт у вибої гірничої виробки (у разі вибухової відбійки запізнювання після вибуху — кілька секунд, рідше — кілька десятків хвилин). У процесі раптового викиду в пласті корисної копалини або у масиві гірських порід утворюється порожнина зазвичай грушоподібної або каверноподібної (іноді більш складної) форми об'ємом до декількох тисяч м³; між порожниною викиду у вугільному пласті і площиною вибою іноді залишається цілик товщиною 2-4 м. Гірська виробка заповнюється роздробленою масою корисної копалини або породи, природним газом. При цьому часто відбувається руйнування привибійного кріплення, шахтного устаткування.